# Діловий лист
Діловий лист — лист від однієї компанії до іншої або таких організацій та їхніх клієнтів, клієнтів чи інших зовнішніх сторін. Загальний стиль листа залежить від відносин між зацікавленими сторонами. Ділові листи можуть мати багато типів змісту, наприклад, вимагати прямої інформації або дії від іншої сторони, замовляти поставки у постачальника, вказувати на помилку одержувача листа, прямо відповідати на запит, вибачатися за помилку, або передати доброзичливість. Діловий лист іноді корисний, оскільки він створює постійний письмовий запис і може бути сприйнятий одержувачем серйозніше, ніж інші форми спілкування. Він написаний офіційною мовою.

## Загальний формат

### Поля
Зазвичай це бічні, верхні та нижні поля 25—32 міліметри (1—1+1⁄4 дюйм) , а односторінкові листи та пам'ятки відцентровані вертикально.

### Форматування шрифту
Ніяких спеціальних символів або форматування шрифту не використовується, за винятком рядка теми, який зазвичай підкреслюється.

### Розділові знаки
Привітання та прощання в діловому листі є важливими елементами, які надають йому формального характеру та виражають повагу до адресата. Виділення привітання та прощання здійснюється за допомогою абзаців та великої літери на початку речення.
Привітання завжди розташовується на початку листа і починається з нового абзацу. Вибір форми привітання залежить від ступеня формальності відносин з адресатом та його посади. Найчастіше використовуються такі формулювання:
- До конкретної особи:
  - Шановний пане/пані [Прізвище]!,
  - Доброго дня, [Ім'я по батькові]!,
  - Шановна/ий пане/пані [Посада]!.

- До колективу:
  - Шановні колеги!
  - Шановна редакція!
  - Шановні учасники конференції!

Після привітання може ставиться кома, али при цьому лист продовжується з нового рядка:
Шановний пане Іване,
Дякую за Ваш лист і хотів би обговорити такі питання…
Прощання розміщується в кінці листа, перед підписом, і також починається з нового абзацу. Ім'я та посада (за потреби) пишуться з нового рядка.
Найчастіше використовуються такі формулювання:
- З повагою
- З найкращими побажаннями
- Із щирою повагою
- Щиро Ваш/Ваша
- З повагою до Вас
- З повагою до Вашої компанії

У британському стилі привітання зазвичай супроводжується комою, тоді як у Сполучених Штатах у офіційному контексті використовується двокрапка, а в іншому випадку — кома. Після прощання або закінчення ставиться кома.

### Форма
Нижче наведено загальний формат, за винятком відступів, які використовуються в різних форматах:
```
[SENDER'S COMPANY NAME]
[SENDER'S ADDRESS (optional if placed at bottom)]
[SENDER'S PHONE]
[SENDER'S E-MAIL (optional)]

[DATE]

[RECIPIENT W/O PREFIX]
[RECIPIENT'S COMPANY]
[RECIPIENT'S ADDRESS]

(Optional) Attention [DEPARTMENT/PERSON]

Dear [RECIPIENT W/ PREFIX]
[First Salutation then Subject in Business letters]

[CONTENT]

[CONTENT]

[COMPLIMENTARY CLOSING (Sincerely, Respectfully, Regards, etc.)]

[SENDER]
[SENDER'S TITLE (optional)]
[SENDER'S ADDRESS (optional if placed at top)]

Enclosures ([NUMBER OF ENCLOSURES])

```

## Формати відступів
Ділові листи, як правило, відповідають одному з шести форматів відступів: стандартний, відкритий, блок, напівблок, модифікований блок і модифікований напівблок. Простіше кажучи, «напів-» означає, що перші рядки абзаців мають відступ; «модифікований» означає, що адреса відправника, дата та завершення листа мають значний відступ.

### Відкритий формат
У листі відкритого формату не використовуються розділові знаки після привітання та після шанобливого завершення.

### Блоковий формат
У листі блокового формату весь текст вирівнюється за лівим краєм, а абзаци не мають відступу.

### Модифікований блок
У листі у форматі модифікованого блоку весь текст залишається вирівняним (крім адреси автора, дати та завершення), абзаци не мають відступів, а адреса автора, дата та завершення починаються з центральної точки.
```
назву та адресу компанії                                               
    дата                                                                              
    ДО
```

### Напівблок
Напівблоковий формат подібний до зміненого блокового формату, за винятком того, що перший рядок кожного абзацу має відступ.

### Модифікований напівблок
У модифікованому напівблочному листі весь текст залишається вирівняним (за винятком адреси автора, дати та завершення), абзаци мають відступи, а адреса автора, дата та завершення, як правило, розміщуються з однаковим відступом в одній позиції.